# 中敖镇
中敖镇，是中华人民共和国重庆市大足区下辖的一个乡镇级行政单位。

## 歷史沿革
清代為永安里，宣統元年設中敖鄉，民國29年改中敖鄉為鎮，1951年改中敖鎮為鄉，1953年由中敖分建轉洞、青坪、建設3鄉，從雙溪分建天台鄉，同時改中敖鄉為區屬鎮。1958年由中敖鎮、轉洞、青坪鄉合併成立中敖公社，同時成立天台公社。1959年由中敖分建轉洞公社，1961年由轉洞分建青坪公社，恢复中敖鎮。1980年地名普查時，將青坪公社改為麻楊公社，1983年，天台公社改名天山公社，1993年底，原中敖、麻揚、轉洞鄉併入中敖鎮，2003年，天山鄉併入中敖鎮，同時並村：並櫻桃入明月村，中蓬入加福村，新春入東林村，新店入關聖村，治平入永和村，柿花入金盆村，衛平入麻楊村，金土入觀寺村，天蓋入碑坳村，金容、農豐入轉洞村，大屋入三橋村，三角入峰山村，石壩1-6組入九石村，申家入洪溪村，太安入雙柏村，毛店入長源村，黃桷入雙溪村。天台村及龍頭、回龍、興隆3居委不變。轄18村3居委。2011年改關聖、加福、雙溪、三橋4村為社區，轄14村7社區。

## 行政区划

### 舊行政區劃
- 中敖鄉（9）：關聖村、新店村、新春村、東林村、雙溪村、黃桷村、櫻桃村、明月村、加福村
- 天山鄉（11）：天台村、三角村、石壩村（7-9組劃入高升鎮勝光村）、九石村、峰山村、茅店村、長源村、申家村、雙柏村、太安村、洪溪村
- 麻楊鄉（8）：麻楊村、衛平村、永和村、治平村、柿花村、金盆村、金土村、觀寺村
- 轉洞鄉（8）：轉洞村、三橋村、碑坳村、天蓋村、農豐村、金容村、中蓬村、大屋村

#### 天山鄉2003年調整的區劃[4]
- 一、將原三角村、峰山村合併為一個村，名為峰山村；
- 二、將原石壩村1、2、3、4、5、6組和九石村合併為一個村，名為九石村；
- 三、將原申家村、洪溪村合併為一個村，名為洪溪村；
- 四、將原太安村、雙柏村合併為一個村，名為雙柏村；
- 五、將原毛店村、長源村合併為一個村，名為長源村；
- 六、將原黃桷村、雙溪村合併為一個村，名為雙溪村；
- 七、保留天台村及原名。

### 現行政區劃
中敖镇下辖以下地区：
回龙街社区、龙头街社区、兴隆街社区、加福社区、三桥社区、关圣社区、双溪社区、东林村、明月村、麻扬村、永和村、金盆村、观寺村、碑坳村、转洞村、峰山村、九石村、洪溪村、双柏村、长源村和天台村。